# USS Milius (DDG-69)
USS Milius (DDG-69) — эсминец типа «Арли Бёрк». Построен на верфи Ingalls Shipbuilding, приписан к морской станции  Сан-Диего, штат Калифорния.

## Боевая служба
В январе 2005 года корабль участвовал в Операции «Unified Assistance». 6 декабря 2006 г. судно произвело успешный испытательный пуск крылатых ракет BGM-109 Tomahawk Block IV. Ракета пролетела 869 миль до поражения предназначенной ей цели.